# Traspeña de la Peña

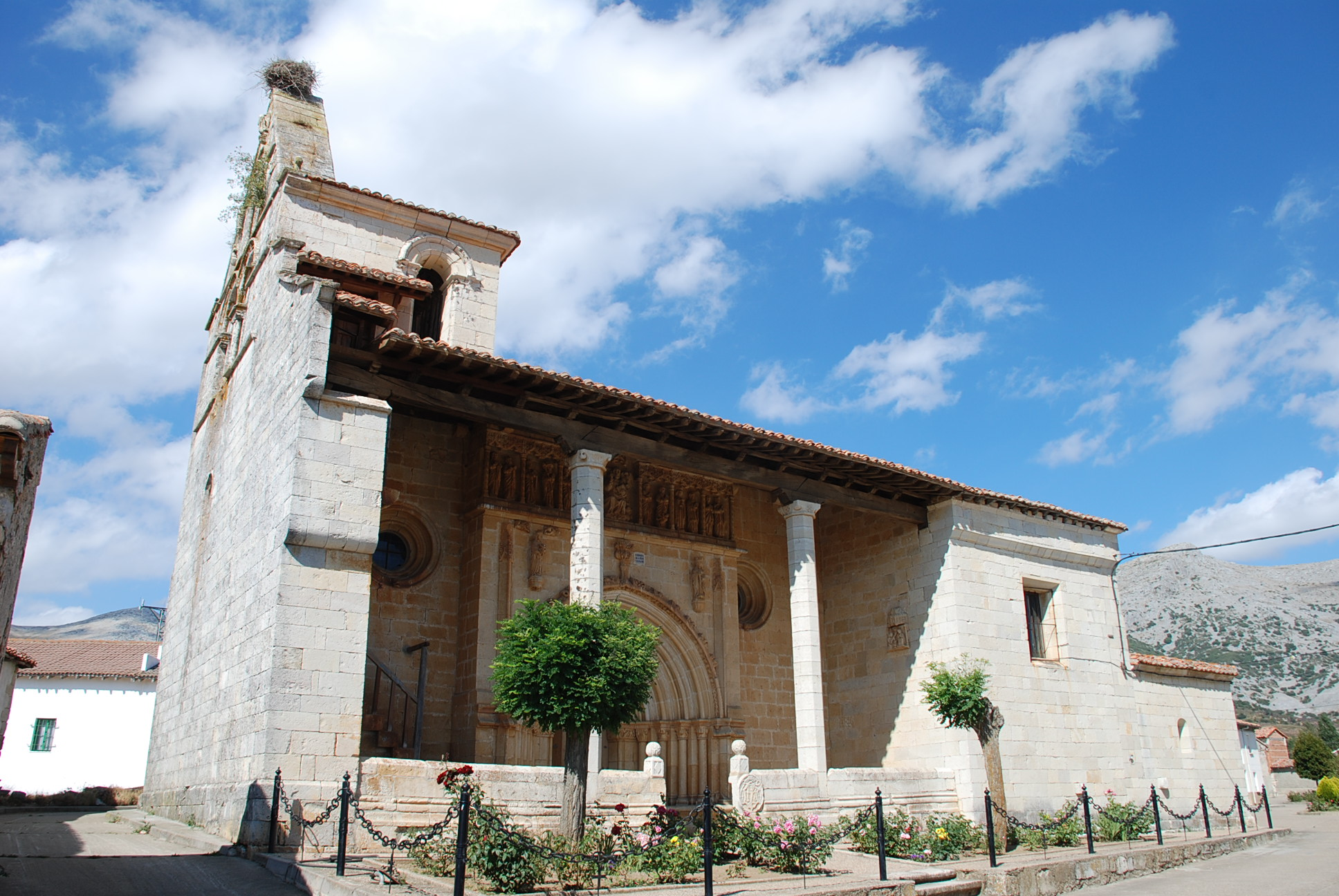
Iglesia de La Transfiguración

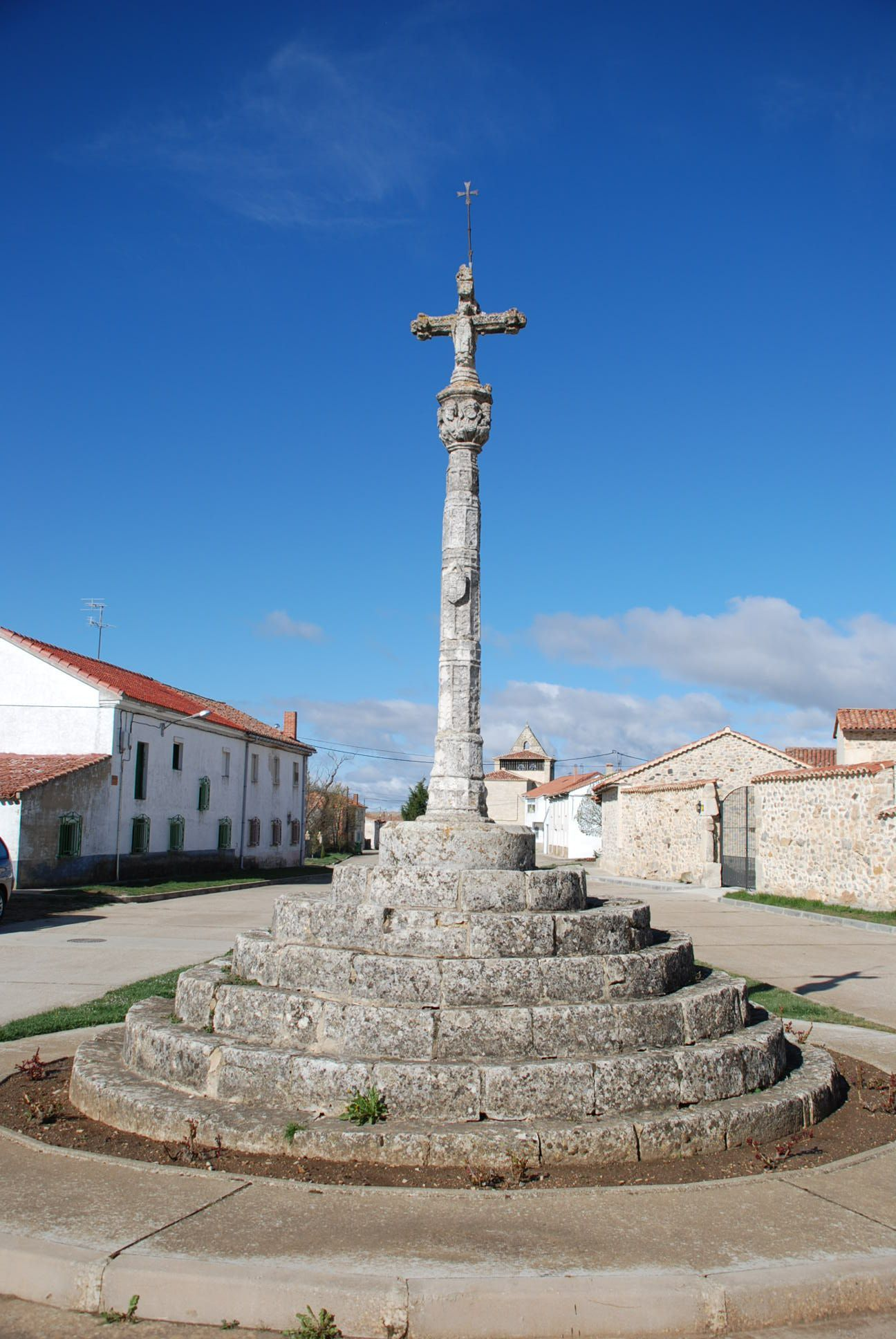
Cruz de término de Traspeña de la Peña,

Traspeña de la Peña es una localidad y también una pedanía del municipio de Castrejón de la Peña en la provincia de Palencia, en la comunidad autónoma de Castilla y León, España. Está a una distancia de 2,5 km de Castrejón de la Peña, la capital municipal de la comarca.

## Geografía
En la comarca de la Montaña Palentina.

## Demografía
Evolución de la población en el siglo XXI
| Gráfica de evolución demográfica de Traspeña de la Peña entre 2000 y 2020 |
|                                                                           |
| Población de derecho (2000-2020) según el padrón municipal del INE        |

## Historia
A la caída del Antiguo Régimen la localidad se constituye en municipio constitucional, entonces conocido como Traspeña y que en el censo de 1842 contaba con 14 hogares y 73 vecinos, para posteriormente integrarse en Castrejón de la Peña.

### sigloXIX
Así se describe a Traspeña de la Peña en la página 135 del tomo XV del Diccionario geográfico-estadístico-histórico de España y sus posesiones de Ultramar, obra impulsada por Pascual Madoz a mediados del siglo XIX:

TRASPEÑA

Lugar agregado al ayuntamiento de Castrejón, en la provincia y diócesis de Palencia (18 leguas), partido judicial de Cervera de Río Pisuerga (4), audiencia territorial y capitanía general de Valladolid (26).
Situado en el valle de Respenda, con clima sano, combatido por los vientos de N y O y propenso a calenturas catarrales y dolores de costado.
Tiene 11 casas y una iglesia parroquial bajo la advocación de San Salvador, servida por un cura de entrada y provisión ordinaria.
El término confina por N con San Martín de los Herreros; E Cubillo; S Castrejón, y O Villanueva.
Su terreno es de mediana calidad y bastante quebrado; entre este término y el de San Martín, hay una peña de mucha altura que le hace intransitable por este sitio; los caminos son locales y en mal estado.
Producciones: trigo, cebada, centeno, avena, frutos y lino; se cría ganado lanar y algún vacuno; caza de liebres y perdices.
Población: 14 vecinos, 73 almas.

Capital productivo: 56.850 reales. Imponible: 1.778 reales.

## Monumentos
- Iglesia de La Transfiguración.
- Cruz de término: considerado como uno de los más bellos de toda Castilla y León. Se yergue sobre un pedestal de siete escalones circulares y decrecientes, alzándose un mástil ornamentado con múltiples dibujos góticos, para rematarse con un grueso capitel donde se tallaron diversas figuras de santos. En su cima, la cruz lleva la Virgen por un lado, y al Crucificado por el otro. Este signo religioso, recientemente restaurado, emociona por su belleza y por la grandiosidad del paraje en que se halla. Es obra financiada. Portillo la talló en el siglo XV.

## Hijos Ilustres
- Faustino Narganes Quijano (n 17-2-1948,-). Historiador, escritor y heraldista nacido en Traspeña de la Peña. Académico del ilustre Institución Tello Téllez de Meneses desde 11 de abril de 1997.

- Datos: Q6151871
- Multimedia: Traspeña de la Peña / Q6151871